# Peninsula Félsziget
Peninsula Félsziget is een voormalig jaarlijks terugkerend muziekfestival dat meestal in augustus plaatsvond. Het evenement duurde vier dagen. Het was het grootste muziekfestival van Roemenië (60.000 bezoekers in 2009).
Het festival kwam in financiële problemen problemen na het faillissement van een van de organiserende partijen. Mede door tegenvallende ervaringen en lagere bezoekersaantallen in 2013 op de nieuwe locatie in Cluj-Napoca werd het festival in 2014 afgelast.

## Edities
| Jaar | Bands |
| ---- | --- |
| 2012 | - Children of Bodom - Tinie Tempah - The Straits - Ákos - Netsky - Dirtyphonics - N.O.H.A. - Emalkay - Subscribe - Zdob și Zdub - Republic - Vama - Vița de Vie - New Model Army - Besh o droM - Șuie Paparude - Babylon Circus |
| 2011 | - Guano Apes - Foreign Beggars - K's Choice - Kasabian - Danko Jones - Markus Schulz - Grimus - Iggy Pop & The Stooges - Within Temptation - HammerFall - Dub FX - Tiga                                                         |
| 2010 | - Tricky - KoЯn - The Rasmus - Europe - Fedde le Grand - Ska-P - Above and Beyond - Sub Focus - Noisia - Babylon Circus - Hernan Cattaneo - Parov Stelar - Gorillaz - Therapy? - Félix Lajkó                                    |
| 2009 | - The Prodigy - Nine Inch Nails - Tiësto - Freestylers - Tankcsapda - Neo - Primal Scream - Kispál és a Borz |
| 2008 | - Avantasia - Morcheeba - Beatsteaks - Epica - Tankcsapda - Subscribe - Kispál és a Borz - Republic - 30Y - Kalapács - The Mushroom Story - Ektomorf - Vama - Fading Circles - Vita de Vie - Altar                              |
| 2007 | - Theatre of Tragedy - Kosheen - Gojira - The Exploited - Tankcsapda - Kispál és a Borz - Vita de Vie - Altar - Ossian - Depresszió - Ákos - Quimby - Gogol Bordello                                                            |
| 2006 | - The Rasmus - Moby Dick - Bikini - Tankcsapda - Phoenix - Altar |
| 2005 | - Apocalyptica - Freestylers - Tankcsapda - Ossian |
| 2004 | - Chumbawamba - Republic - Moby Dick - Tankcsapda |
| 2003 | |